# Trophurus imperialis
Trophurus imperialis är en rundmaskart. Trophurus imperialis ingår i släktet Trophurus och familjen Tylenchidae. Inga underarter finns listade i Catalogue of Life.